# Diplodocus longus
A Diplodocus longus (nevének jelentése: hosszú dupla gerenda, διπλό-dupla, δοκός-gerenda, és longus-hosszú szavak összetételéből) egy sauropoda dinoszauruszfaj, a Diplodocus típusfaja. Egyes elméletek szerint azonos a Diplodocus hallorummal.

## Leírása

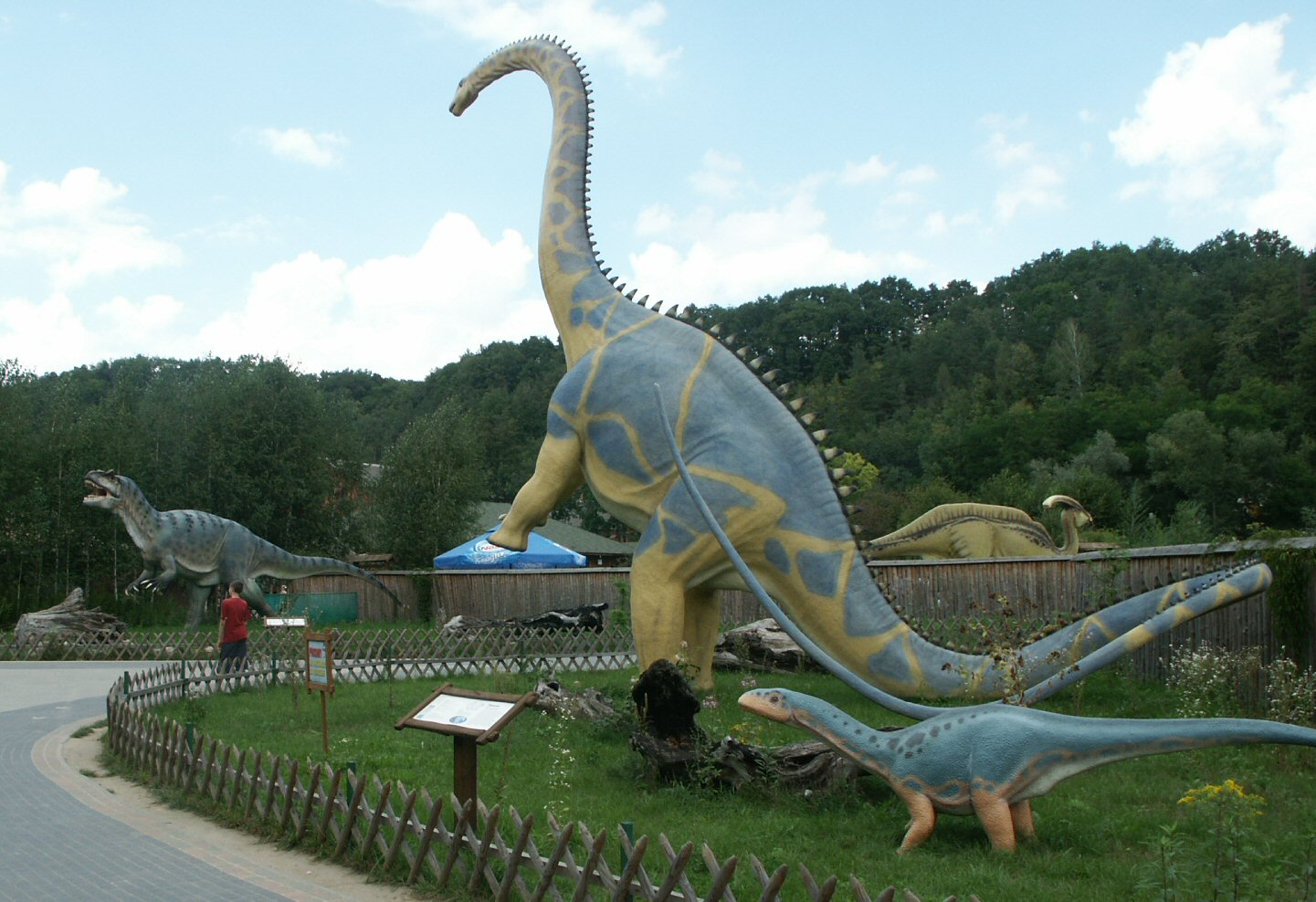
A Diplodocus longus felállított szobra Bałtówban

Az egyik legismertebb sauropoda volt. Az állat 26 méter hosszú, magassága (talajtól a csípőig) 4,1 méter, testtömege 13 tonna lehetett. A Dipludocus longus az egyik leghosszabb dinoszaurusz, de mérete elmarad az olyan óriás sauropodák mellett, mint a Supersaurus vivinae, amelyről feltételezik, hogy a Diplodocus hallorum szinonimája. Teste keskenynek  és karcsúnak mondható. Hátcsigolyája tíz csigolyából állt, öt pedig összeforrt a medenceövnél. Az állat testtömege méreteihez képest csekély. A hátán szarutüskék futottak végig. Mellső végtagjai jóval kisebbek a hátsóknál. Erős, és izmos nyaka tizenöt megnyúlt csigolyából állt. Sok izom és szalag tapadt meg a nyakán, így az igen mozgékony lehetett, melyet vízszintesen tartott az állat. Koponyája megnyúlt, oldalirányból háromszögű, és kicsi volt a test többi méretéhez képest. Fogai a száj elülső részében helyezkedtek el, és ceruza alakúak voltak, melyek így fésű szerkezetet adtak. Farka igen hosszú volt, hetvenkét csigolyából állt. A farok karcsúsága, az utolsó csigolyák kis méretéből adódott. Farkát támadóival szemben ostorként használta, és szintén vízszintesen tartotta. A Diplodocus longus növényevő volt, és az alacsonyan fekvő növényeket csupaszította le ceruzára emlékeztető fogaival. Csordákban élt.